# Voile aux Jeux olympiques d'été de 1928
Navigation
Paris 1924 Los Angeles 1932
Aux Jeux olympiques d'été de 1928 à Amsterdam, trois manifestations de régates de voile ont été concourues.
Les courses ont eu lieu du 2 au 9 août 1928 dans le Zuiderzee.

## Participants
Un total de 127 marins (126 hommes et 1 (*) femme) issus de 23 nations participèrent aux épreuves.
- Argentine (5)
- Autriche (1)
- Belgique (6)
- Tchécoslovaquie (1)
- Danemark (6)
- Estonie (5)
- Finlande (1)
- France (13)
- Allemagne (6)
- Royaume-Uni (7)
- Hongrie (6)
- Italie (12)
- Lettonie (1)
- Monaco (1)
- Pays-Bas (11)
- Norvège (9)
- Pologne (2)
- Portugal (4)
- Afrique du Sud (1)
- Espagne (6)
- Suède (11)
- Suisse (1)
- États-Unis (11)

(*) NOTE: .Virginie Hériot a concouru pour la France comme membre d'équipage de l'Aile qui gagne la médaille d'or de sa catégorie.

## Voiliers olympiques

Dinghy International 12', 6mJI et 8mJI à la Jauge internationale de 1919

## Tableau des médailles
| Rang | Nation   | Or | Argent | Bronze | Total |
| ---- | -------- | -- | ------ | ------ | ----- |
| 1    | Norvège  | 1  | 1      | 0      | 2     |
| 2    | Suède    | 1  | 0      | 1      | 2     |
| 3    | France   | 1  | 0      | 0      | 1     |
| 4    | Danemark | 0  | 1      | 0      | 1     |
| 4    | Pays-Bas | 0  | 1      | 0      | 1     |
| 6    | Estonie  | 0  | 0      | 1      | 1     |
| 6    | Finlande | 0  | 0      | 1      | 1     |

## Résultats
| Epreuve           | Or | Argent | Bronze                                                                                              |
| ----------------- | --- | --- | --------------------------------------------------------------------------------------------------- |
| Dériveur 12 pieds | Suède Sven Thorell                                                                                              | Norvège Henrik Robert | Finlande Bertil Broman                                                                              |
| 6 mètres          | Norvège Norna Prince Olav de Norvège Johan Anker Erik Anker Håkon Bryhn                                         | Danemark Hi-Hi Vilhelm Vett Nils Otto Møller Aage Høy-Petersen Peter Schlütter Sven Linck                                               | Estonie Tutti V Nikolai Vekšin William von Wirén Eberhard Vogdt Georg Faehlmann Andreas Faehlmann   |
| 8 mètres          | France l'Aile VI Donatien Bouché Carl de la Sablière André Derrien Virginie Hériot André Lesauvage Jean Lesieur | Pays-Bas Hollandia Gerard de Vries Lentsch Maarten de Wit Lambertus Doedes Hendrik Kersken Johannes van Hoolwerff Cornelis van Staveren | Suède Sylvia Clarence Hammar Tore Holm Carl Sandblom John Sandblom Philip Sandblom Wilhelm Törsleff |